# Sébastien Locigno
Sébastien Locigno (Meise, 2 september 1995) is een Belgische voetballer met een Italiaanse achtergrond die onder contract staat bij Excel Moeskroen. Hij kan als rechtsachter fungeren, maar ook als flankaanvaller.

## Carrière

### AA Gent
Na passages in de jeugdopleidingen van zowel RSC Anderlecht als Standard Luik, kwam Locigno in juli 2013 bij AA Gent terecht, waar hij een contract ondertekende tot medio 2016. Bij die club werd hij herenigd met zijn oude trainer van bij Standard Luik, Mircea Rednic. Na tweemaal de selectie te hebben gehaald (tegen Waasland Beveren en tegen Club Brugge), gunde Rednic hem zijn eerste speelminuten in de hoogste afdeling, in een wedstrijd tegen RAEC Mons. Locigno viel in de 59ste minuut in voor Yaya Soumahoro.
Zijn eerste basisplaats voor de Gentenaars veroverde hij op 29 januari 2014, in de heenwedstrijd van de halve finales van de Beker van België, tegen SV Zulte-Waregem.
Locigno's eerste seizoen was veelbelovend, maar onder de nieuwe coach Hein Vanhaezebrouck kwam hij nauwelijks aan spelen toe. Het bleef bij vier invalbeurten. Op de laatste dag van de transferperiode in januari verkaste hij naar kustploeg KV Oostende.

### KV Oostende
Aan de kust ondertekende Locigno een contract tot medio 2019.

### Statistieken
| Seizoen         | Club            | Land            | Competitie         | Competitie | Competitie | Beker | Beker | Internationaal | Internationaal | Totaal | Totaal |
| Seizoen         | Club            | Land            | Competitie         | Wed.       | Dlp.       | Wed.  | Dlp.  | Wed.           | Dlp.           | Wed.   | Dlp.   |
| --------------- | --------------- | --------------- | ------------------ | ---------- | ---------- | ----- | ----- | -------------- | -------------- | ------ | ------ |
| 2013/14         | AA Gent         | Vlag van België | Jupiler Pro League | 10         | 0          | 1     | 0     | 0              | 0              | 11     | 0      |
| 2014/15         | AA Gent         | Vlag van België | Jupiler Pro League | 7          | 0          | 2     | 0     | 0              | 0              | 7      | 0      |
| 2014/15         | KV Oostende     | Vlag van België | Jupiler Pro League | 7          | 0          | 0     | 0     | 0              | 0              | 7      | 0      |
| 2015/16         | KV Oostende     | Vlag van België | Jupiler Pro League | 0          | 0          | 0     | 0     | 0              | 0              | 0      | 0      |
| Carrière totaal | Carrière totaal | Carrière totaal | Carrière totaal    | 20         | 0          | 3     | 0     | 0              | 0              | 23     | 0      |